# Tombatossals (personaje de ficción)
Tombatossals es un mítico gigante de carácter bueno y forzudo, el cual, según cuenta la leyenda fundó la ciudad de Castellón de la Plana. Para lograr esta fundación contó con la ayuda de un grupo de amigos: Cagueme, el voluntarioso; Bufanúvols, el soplador;  Arrancapins, el forzudo, o Tragapinyols, el escatológico.
Tombatossals es hijo de dos montañas Penyeta Roja y Tossal Gros, y su nacimiento se debe a la intervención de Bufanúvols, personaje que provoca una gran tempestad capaz de hacer caer las montañas.
Tombatossals vive, junto con sus amigos, en la Cueva de las Maravillas, de la cual se ausentan para atender la llamada de auxilio de los hijos del rei Barbut, que querían volver recuperar las tierras que habían heredado. Al prestar ayuda a estos herederos, el grupo de amigos se viven numerosas aventuras y desventuras, como la guerra contra los habitantes de las Columbretes por la conquista de las islas.
Esta leyenda es recogida en forma de cuento por el autor castellonense Josep Pasqual Tirado, en la obra titulada Tombatossals, publicada en Castellón de la Plana en 1930.
En la ciudad de Castellón existen diversas esculturas que decoran diferentes rotondas en las que aparecen estos mitológicos personajes que tanta importancia tienen en la historia de la ciudad. Las esculturas son obras del artista sevillano Melchor Zapata.

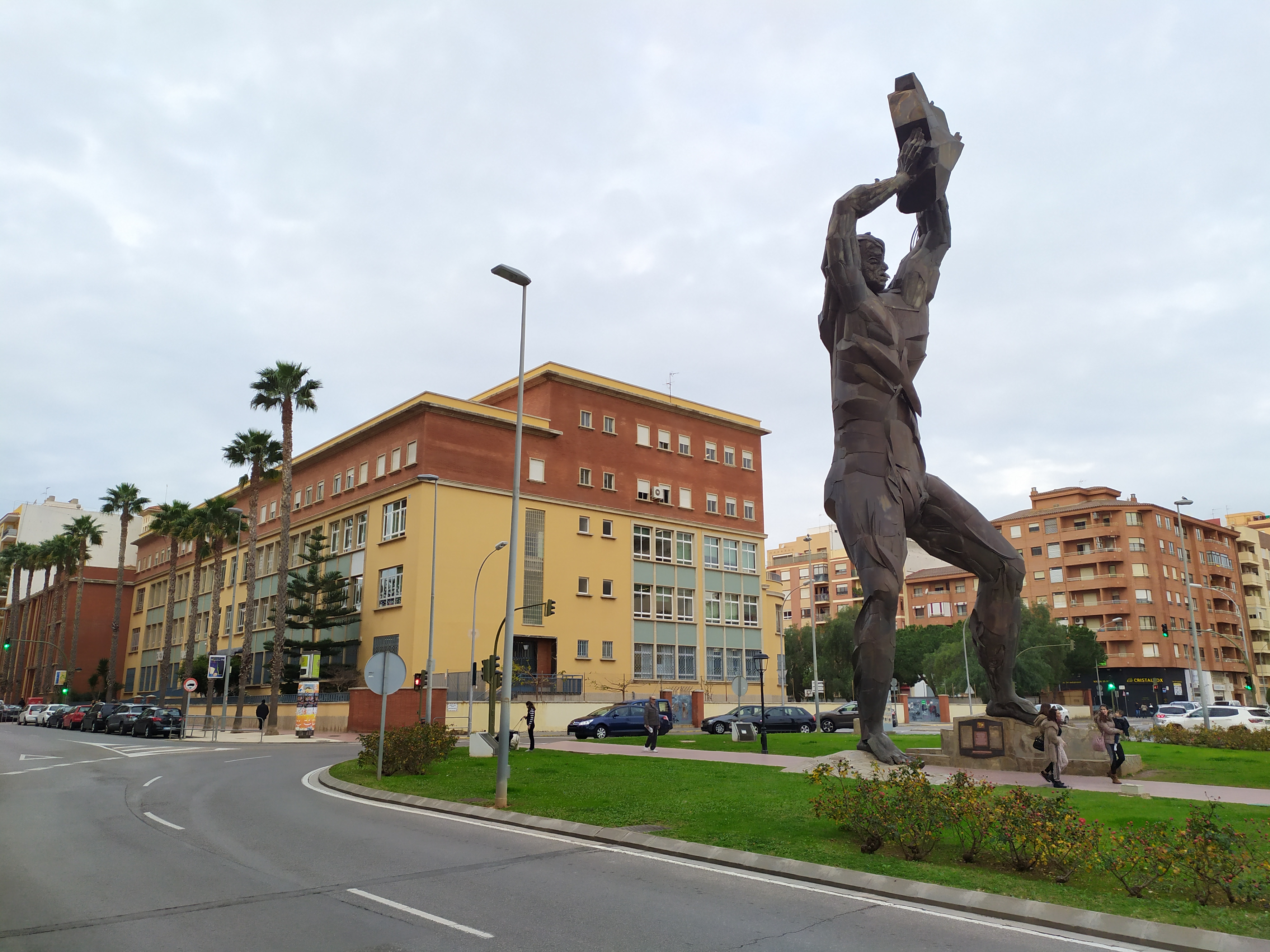
Escultura de Tombatossals

La vida heroica y aventurera de este personaje ficticio ha sido adaptada en diversas ocasiones a través de otros libros, como la adaptación teatral realizada por Matilde Salvador, “La filla del Rei Barbut”; o el cuento infantil. “Viatge al país de Tombatossals”, obra de Vicent Pitarch Almela, filólogo y activista cultural; con ilustraciones de Joan Montañés, conocido como  Chipell.
El personaje de Tombatossals aparece en el himno de Castellón (el Rotllo i Canya), en el Pregó, incluso existe un premio de literatura infantil con su nombre, además de un colegio, entre otras maneras de rendirle homenaje por su importancia en la historia popular de la ciudad.
También se llevó a cabo un proyecto a través de la empresa valenciana, radicada en Castellón, Nereida Animation Films, para realizar un largometraje de animación, sobre este personaje. Además, el Instituto Valenciano del Audiovisual y la Cinematografía concedió una ayuda cercana a 150.000 euros para “Gigante, la leyenda de Tombatossals”, película basada en la historia de Tombatossals.
La película cuenta con guion de Miquel Beltrán y el diseño de los personajes es de Harald Siepermann, animador que ha trabajado para la factoría Disney en proyectos como 'Mulan', 'Roger Rabbit' o 'Tarzán'. La película de unos 90 minutos de duración, mezcla la animación clásica con el 3D. La idea inicial es que la película esté doblada en valenciano, para posteriormente doblarse al castellano.